# 창원시의 마을버스

창원마을버스 2번

창원시의 마을버스는 경상남도 창원시 의창구 북부 동읍과 대산면, 진해구 동부 웅동 지역에서 운행하는 마을버스 노선이다. 창원시 의창구 동읍 동읍로 338에 소재한 창원마을버스 및 창원시 진해구 충장로 105에 소재한 진해마을버스가 운영중이다. 2017년 현재 의창구 1, 2, 7, 8번과 진해구 350~353번 총 8개 노선으로 구성되어 있다.

## 역사
2001년 2월 대산면 유등 지역의 하수종말처리장 신설과 관련하여 보상차원이자 주민 숙원사업의 일환으로 2001년 8월 15일부터 1995년에 시행된 도농통합으로 편입된 동읍, 대산면 일대의 교통 개선, 편의를 위해 1, 2(현재 7)번의 2개 노선으로 운행에 들어갔다. 운행 초기에는 적자운행 등을 이유로 운행을 중단하는 등 위기가 수 차례 있었다. 한때 창원역에서 창원종합버스터미널까지 대산면 주민들의 암묵적인 동의 속에 연장 운행하기도 하였으나 기존 시내버스 업체들이 거세게 반발하였으며, 터미널 이용 문제는 2005년에 시행된 버스 노선 전면개편과 함께 시내버스 노선과의 환승할인이 시행되면서 해소되었다. 이후 1번 유등방면 노선이 2번으로 독립하였고, 2007년 2월 1일에는 창원역과 대산면 신전마을을 오가는 3번 노선이 신설되었다. 2010년 12월 1일에는 1번 노선과 3번 노선이 창원역 - 신전 노선으로 통폐합되었다.
진해마을버스는 2011년 1월 10일부터 교통카드 사용이 가능하게 되었다.

## 운행 체계

### 운임
2015년 8월 1일부터 시행되어 현재까지 유지되고 있다. 현금을 기준으로 하여 성인(만 19세 이상)은 1200원, 청소년(만 13세~18세)은 850원, 어린이(만 7세~12세)는 600원을 징수하고 있으며, 교통카드를 이용할 경우 성인은 100원, 청소년 이하는 50원 할인을 적용하여 징수하고 있다. 또한 2005년 버스 노선 전면 개편이후부터 교통카드를 이용한 시내버스와의 환승할인이 가능하다.

## 운행 노선
| 노선 번호 | 운행업체       | 운행구간           | 운행구간 | 운행구간       | 경유지 | 배차 간격 (분) | 비고                                    |
| --------- | -------------- | ------------------ | -------- | -------------- | --- | -------------- | --------------------------------------- |
| 1         | 창원마을버스   | 창원역             | ↔        | 신전           | 서상삼거리, 참사랑병원, 윤병원, 의창동주민센터, 사단앞, 도계광장, 용강검문소, 용암, 용전입구, 덕산마을, 용잠, 신방, 칠성아파트, 모암, 다호, 가월입구, 주남저수지, 판신, 주남, 고등포, 상등, 장등, 가술, 대산초등학교, 송등, 남모산, 남모산종점, 신성, 일동초등학교, 일동회관 | 20~30          |                                         |
| 2         | 창원마을버스   | 창원역             | ↔        | 유등           | 서상삼거리, 참사랑병원, 윤병원, 의창동주민센터, 사단앞, 도계광장, 용강검문소, 용암, 용전입구, 덕산마을, 용잠, 신방, 칠성아파트, 모암, 다호, 가월입구, 주남저수지, 판신, 주남, 고등포, 상등, 장등, 상포, 가술삼거리, 가술, 대산초등학교, 송등, (이하 순환)남모산, 북부, 유청, 월림마을, 가술삼거리(이하 순환)                                                                            | 150            |                                         |
| 3         | 창원마을버스   | 윗대방             | ↔        | 진영시외주차장 | 대산일반산업단지, 세진테크윈(SK지르콘), 가술정류장, 대산미곡처리장, 동곡, 덕현, 유청, 유등, 신곡, 용등, 주호, 진영휴먼빌, 금병초등학교, 진영중학교, 진영단감농협 | 4회            | 2019년 1월 8일 신설                     |
| 7         | 동창원마을버스 | 창원역             | ↔        | 자여           | 서상삼거리, 참사랑병원, 윤병원, 의창동주민센터, 사단앞, 도계광장, 용강검문소, 용암, 용전입구, 덕산마을, (이하 순환)용잠삼거리, 용잠주유소, 대한사료, 송정주공아파트, 성진1차아파트, 성진3차아파트, 성진5차아파트, 용정, 송정농협, 자여민원센터, 자여입구, 동읍파출소, 용잠삼거리(이하 순환)                                                                                             | 8~13           |                                         |
| 8         | 창원마을버스   | 창원역             | ↔        | 합성초등학교   | 협성아파트, 소계시장, 경상고등학교, 한우아파트, 구암중학교, 아람마트, 유성아파트, 구암동현대상가, 삼성창원병원, 우리누리청소년문화센터, 서마산시장, 합성1동행정복지센터 | 9~15           |                                         |
| 350       | 진해마을버스   | 와성               | ↔        | 삼포부두       | 사도, (이하 순환)남문동, 괴정사거리, 수도, 괴정사거리, 제덕입구, 제덕마을회관, 남문동(이하 순환), 웅천시장입구, 웅천동, 웅천치안센터, 천자봉주유소, 천자봉공원묘원, 어은동, STX조선소, 죽곡마을, 명동입구, 명동, 명동선착장, 삼포 | 7회            | 시간대에 따라 백일마을 경유             |
| 351       | 진해마을버스   | 대장동             | ↔        | 영길           | (이하 순환)웅동, 웅동농협, 내곡마을, 두동입구, 두동, 두동입구, 내곡마을, 웅동농협, 웅동(이하 순환), 마천공단입구, 오복빌라, 정혜원 | 12회           | 시간대에 따라 웅동중학교 경유           |
| 352       | 진해마을버스   | 웅동               | ↔        | 가주           | 웅동농협, 내곡마을, 두동입구, 의곡마을, 안성마을, 청천마을, 안골입구, 안골, 안골입구, 부영1차아파트, 부영2차아파트, 풍림현대아파트, 부영아파트, 안청초등학교, 용원복지회관, 낙영한의원, 용원초등학교, 용원선착장, 용원삼거리, 용재, 구.검문소, 가동마을, 용원컨트리클럽, 주포 | 7회            | 시간대에 따라 부암마을, 안골선착장 경유 |
| 353       | 진해마을버스   | 웅동농협하나로마트 | →        | 용원하나로마트 | 용원복지회관 → 반짓골 → 용원초등학교 → 용원사거리 → 부광산업 → 이지더원 → 신항국제물류 → 신항서문입구 → 웅천대교 → 디에스제이(주) → (주)에스에이치아이 → ENK → 동영로지스틱스 → 포스텍지엘씨 → 한진해운신항만 → 신항서문입구 → 신항국제물류 → 부광산업 → 용원사거리 → 용원초등학교 → 반짓골 → 용원복지회관 → 웅동농협하나로마트/경남은행 → 안청초등학교 → 코아루아파트 → 안골포초등학교 | 40~60          |                                         |

## 갤러리

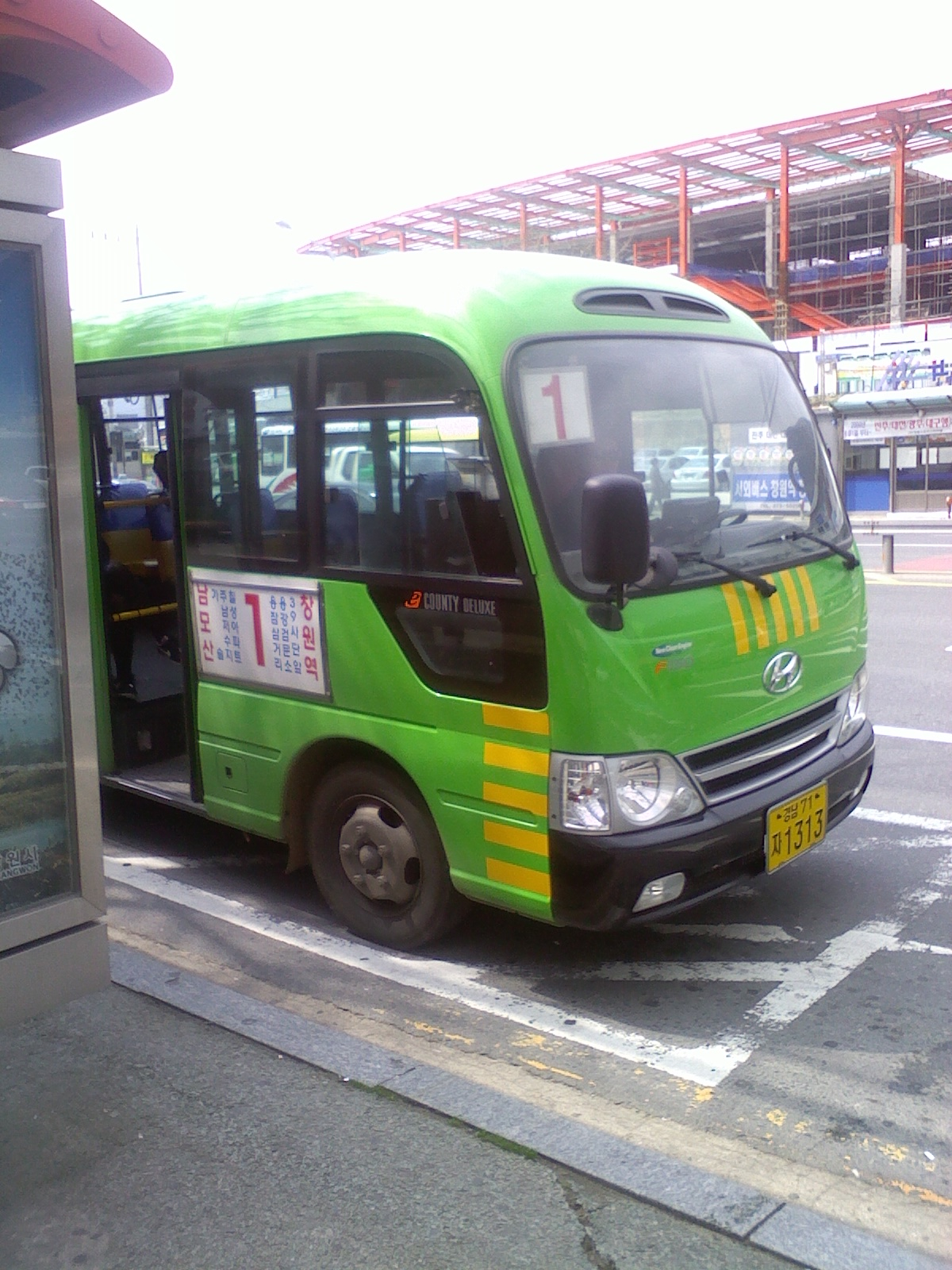
창원마을버스 1번
창원마을버스 2번
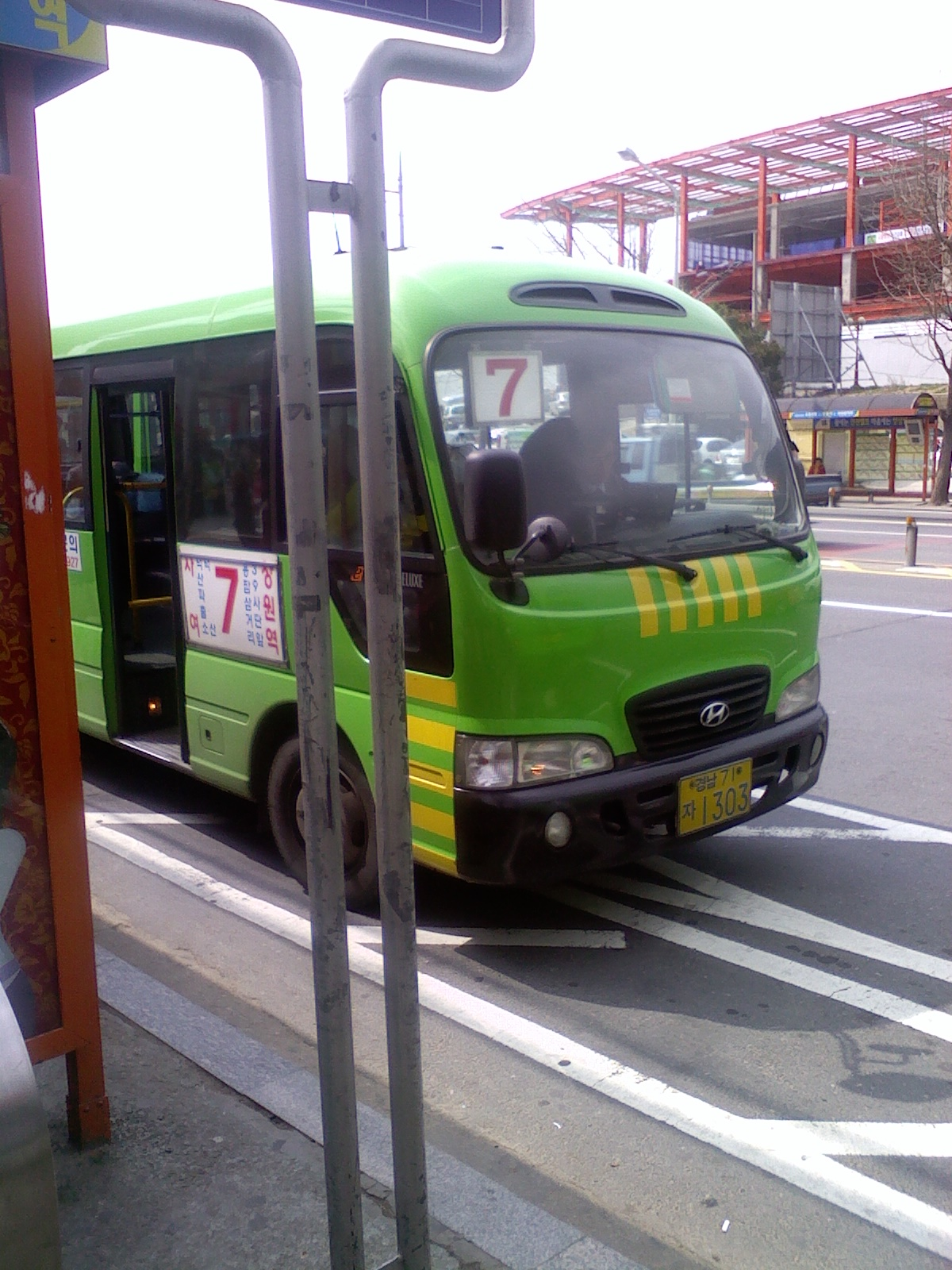
창원마을버스 7번